# 코츠의 정리
코츠의 정리는 로저 코츠가 제시한 기하학의 정리이다. 이것은 복소수의 개념에 대한 초등적인 응용으로써 얻을 수 있다. 이 내용은 다음과 같이 공식화된다:
- 반지름 {\displaystyle r}인 원에 내접한 정{\displaystyle n}각형이 있다. 만약 어떤 점 하나가 {\displaystyle r}방향으로 원의 중심으로부터 {\displaystyle d}만큼의 거리에 있으면, 그 점과 내접한 정{\displaystyle n}각형의 모든 꼭짓점 사이의 거리의 곱은 {\displaystyle |r^{n}-d^{n}|}으로 주어진다.

## 증명
정{\displaystyle n}각형의 꼭짓점의 위치는 복소평면상에서, 방정식 {\displaystyle z^{n}-r^{n}=0}의 해로 주어진다. 이를 달리 쓰면, 꼭짓점 {\displaystyle z_{n}}에 대해
{\displaystyle (z-z_{1})(z-z_{2})\cdots (z-z_{n})=z^{n}-r^{n}}
이라는 기술을 할 수 있다. 이제 이 식의 양변에 절댓을 취하면,
{\displaystyle |z-z_{1}||z-z_{2}|\cdots |z-z_{n}|=|z^{n}-r^{n}|}
의 식을 얻고, z에 점의 위치를 대입하면 정리를 얻는다.

## 참고 문헌
- 폴 나힌, 『허수 이야기』, 경문사, 2004